# سيندي شاتو
سيندي شاتو (بالإنجليزية: Cindy Shatto)‏ (16 يونيو 1957 في تورونتو - 2 أكتوبر 2011 في ميرامار، فلوريدا) غطاسة من كندا.

## روابط خارجية
- سيندي شاتو على موقع الاتحاد الدولي للسباحة (الإنجليزية)
- سيندي شاتو على موقع اللجنة الأولمبية الدولية (الإنجليزية)
- سيندي شاتو على موقع أوليمبيديا (الإنجليزية)
- سيندي شاتو على موقع اللجنة الأولمبية الكندية (الإنجليزية)
- سيندي شاتو على موقع اتحاد ألعاب الكومنولث (مؤرشف) (الإنجليزية)